# Бабаевский пруд
Бабаевский пруд — пруд в районе Гольяново на востоке Москвы, расположенный в национальном парке Лосиный Остров. Пруд находится на южной части Лосиного Острова, на Курганской улице, к западу от Гольяновского кладбища.

## История
На месте современного пруда находились карьеры глиняного завода, в честь владельца которого, по одной из версий, назван сам пруд.
Также есть версия, что пруд назван в честь Петра Бабаева, председателя Сокольнического Совета в послереволюционный период.
Около пруда располагался Совхоз имени X-летия Октября. В связи с активной застройкой района в 1970-е годы совхоз был упразднён, домики снесены, а ямы карьера соединены в один пруд.

## Описание пруда
Площадь 1,3 га, средняя глубина 2,5 м, объём воды в водоёме около 25 тыс. м³. Питание пруда происходит за счет грунтовых вод. На западе пруда имеется небольшой залив, отделенный горбатым мостиком. Также имеется небольшой островок в северо-западной части пруда, соединенный мостом с берегом.
Берега местами укреплены габионами, есть песчаные отмели. Купаться не рекомендуется: грязно, мелко, много водорослей. Однако, пруд пользуется популярностью среди любителей водных процедур — почти каждый год фиксируются случаи гибели людей в пруду, в период с 2004 по 2014 год в нём утонули 16 человек. Также, пруд используется клубом моржей в зимнее время, а также в православный праздник Крещение Господне. Пруд является популярным местом для рыбалки, в нём ловятся карась, ротан, уклейка, окунь и мелкая щука.
В середине 2000-х годов пруд был облагорожен, очищено дно и укреплены берега, построены мостики. Для обеспечения восстановления природного биоценоза было проведено вселение различных гидробионтов (растения, моллюски, рыба).